# Rally Cataluña de 1977
El Rally Cataluña de 1977, oficialmente 13.º Rally Cataluña-8.º Rally de las Cavas Trofeo Segura Viudas, fue la decimotercera edición y la decimocuarta ronda de la temporada 1977 del Campeonato de España de Rally. Se celebró del 19 al 20 de noviembre y contó con un itinerario de diecinueve tramos sobre asfalto que sumaban un total de 227 km cronometrados. La salida se realizó en la heredad de Segura Viudas en la primera etapa, en la segunda transcurría de San Sadurní a Tona y en la última de Tona a Barcelona. Unos 90 equipos tomaron la salida en la prueba con nombres destacados como los pilotos de SEAT Antonio Zanini y Beny Fernández principales candidatos a la victoria. También inscritos y con opciones estaban Marc Etchebers (Porsche Carrera), Jorge de Bagration (Lancia Stratos), Salvador Cañellas (SEAT 124), Claudi Caba (Porsche Carrera) y Salvador Serviá (SEAT 124).

## Itinerario
| Día     | Tramo | Nombre              | Distancia | Hora  | Ganador           | Tiempo | Líder        |
| ------- | ----- | ------------------- | --------- | ----- | ----------------- | ------ | ------------ |
| Día 1   | TC1   | Santa Candía        | 6,5 km    | 16:38 | Antonio Zanini    | 3:30   | Bandera de ? |
| Día 1   | TC2   | Roques Altes        | 9,3 km    | 17:08 | Antonio Zanini    | 6:09   | Bandera de ? |
| Día 1   | TC3   | Coll de la Torreta  | 11,5 km   | 17:41 | Antonio Zanini    | 7:06   | Bandera de ? |
| Día 1   | TC4   | Valldosera          | 6,4 km    | 17:58 | Antonio Zanini    | 3:45   | Bandera de ? |
| Día 1   | TC5   | La Llacuna          | 12,5 km   | 18:24 | Antonio Zanini    | 7:47   | Bandera de ? |
| Día 2   | TC6   | Les Cabories        | 6 km      | 21:21 | Beny Fernández    | 4:15   | Bandera de ? |
| Día 2   | TC7   | Santa Creu d'Olorde | 9 km      | 21:58 | Antonio Zanini    | 6:13   | Bandera de ? |
| Día 2   | TC8   | Rellinars           | 7,9 km    | 22:35 | Claudi Caba       | 5:26   | Bandera de ? |
| Día 2   | TC9   | Estenalles          | 25 km     | 23:25 | Claudi Caba       | 17:02  | Bandera de ? |
| Día 2   | TC10  | Les Solanes         | 12 km     | 00:33 | Antonio Zanini    | 8:21   | Bandera de ? |
| Etapa 3 | TC11  | La Roca             | 5,3 km    | 02:44 | Antonio Zanini    | 3:35   | Bandera de ? |
| Etapa 3 | TC12  | Collsaplana         | 21,6 km   | 03:08 | Antonio Zanini    | 15:58  | Bandera de ? |
| Etapa 3 | TC13  | Coll de Rabel       | 16 km     | 04:01 | Antonio Zanini    | 12:56  | Bandera de ? |
| Etapa 3 | TC14  | La Roca             | 5,3 km    | 04:29 | Salvador Cañellas | 3:47   | Bandera de ? |
| Etapa 3 | TC15  | Collsaplana         | 21,6 km   | 04:53 | Salvador Cañellas | 15:50  | Bandera de ? |
| Etapa 3 | TC16  | Coll de Rabel       | 16 km     | 05:46 | Salvador Cañellas | 12:48  | Bandera de ? |
| Etapa 3 | TC17  | La Roca             | 5,3 km    | 06:14 | Salvador Cañellas | 3:38   | Bandera de ? |
| Etapa 3 | TC18  | Estenalles          | 25 km     | 07:15 | Salvador Cañellas | 16:50  | Bandera de ? |
| Etapa 3 | TC19  | Flor de Mayo        | 4,9 km    | 08:16 | Salvador Cañellas | 3:07   | Bandera de ? |

## Clasificación final
| Pos. | Piloto            | Copiloto                   | Automóvil                  | Tiempo  | Diferencia |
| ---- | ----------------- | -------------------------- | -------------------------- | ------- | ---------- |
| 1.   | Antonio Zanini    | Juan José Petisco          | SEAT 124 Proto             | 2:41:14 | 0.0        |
| 2.   | Claudi Caba       | Joan Aymamí                | Porsche 911 Carrera RS 2.7 | 2:42:57 | +1:43      |
| 3.   | Salvador Cañellas | Jordi Sabater              | SEAT 124-1800              | 2:47:39 | +6:25      |
| 4.   | Salvador Serviá   | Álex Brustenga             | SEAT 124-1800              | 2:48:21 | +7:07      |
| 5.   | Josep Miquel Solà | Giménez                    | Porsche 911 Carrera        | 2:54:15 | +13:01     |
| 6.   | Joan Franquesa    | Ramón Brucart              | SEAT 1430-1800             | 2:55:01 | +13:47     |
| 7.   | José Luis Sallent | Francisco Xavier Casanovas | Opel Kadett GT/E           | 2:59:26 | +18:12     |
| 8.   | Joan Bayó         | Joan Molinera              | SEAT 124-1800              | 2:59:49 | +18:35     |
| 9.   | Amédée Rottier    | Cunillera                  | Simca Rallye               | 3:01:50 | +20:36     |
| 10.  | Agustín Torelló   | Francesc Junoy             | SEAT 124-1800              | 3:02:55 | +21:41     |